# Abdelkrim Merry
Abdelkrim Merry communément surnommé Krimau est un footballeur professionnel marocain, né le 13 janvier 1955 à Casablanca. Son poste de prédilection était attaquant.
Considéré comme l'un des joueurs les plus talentueux de sa génération, bien qu'inconstant, il s'est distingué durant toute sa carrière par sa combativité et sa vivacité sur le terrain. Grand voyageur du football français (il joue dans 8 clubs de l'élite), il est considéré — avec ses 103 buts en 337 matches de Division 1 — comme un des joueurs marquants du championnat de France et également comme l'un des meilleurs joueurs de l'histoire de la sélection marocaine.  
Il possède une académie de football sous le nom de Kfa Odarb.  

## Biographie

### Carrière de joueur

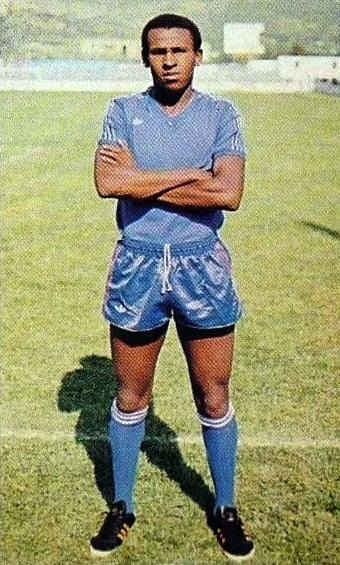
Merry Krimau en 1976.

Formé à l'Espérance Casablanca, Krimau est repéré par le SC Bastia lors d'un tournoi avec la sélection marocaine junior. Signant durant l'été 1974 pour le club corse, il ne joue que quelques matches par saison au sein de l'équipe première durant ses trois premières saisons, sans réussir à s'imposer au sein de l'attaque bastiaise, où brillent les Jacques Zimako, François Félix ou Dragan Dzajic. Il parvient cependant à émerger aux côtés de joueurs qui ont marqué l'histoire du club tels que Claude Papi, Charles Orlanducci ou Georges Franceschetti, et participe à la grande épopée de la Coupe UEFA 1977-1978, où les Corses ne cèdent qu'en finale face au PSV Eindhoven. En huitièmes-de-finale retour, il s'illustre notamment en marquant un doublé sur la pelouse du Torino FC lors d'une victoire historique, puisque l'équipe turinoise n'avait pas perdu à domicile depuis deux ans. 
Souvent remplaçant au sein de cette équipe d'exception, il est pourtant titulaire lors des deux manches de la finale de la Coupe de l'UEFA 1978 et parvient à devenir l'un des joueurs indispensables de l'attaque bastiaise avec Johnny Rep, François Félix et Yves Mariot. Marquant peu pour un attaquant, il a pourtant la confiance de ses entraîneurs Pierre Cahuzac puis Jean-Pierre Destrumelle qui le titularisent souvent en Championnat. Il joue ainsi 35 matches lors de sa dernière saison bastiaise.
Lors de l'été 1980 et après six saisons sur l'île de Beauté, Merry Krimau rejoint les rangs du Lille OSC, club de milieu de tableau à cette époque. Il y réalise une saison plutôt satisfaisante, marquant 12 buts en 42 apparitions sous le maillot des Dogues, mais l'équipe ne fait pas mieux que 17e au classement, à cinq points de la relégation en Division 2. 
À l'orée de la saison 1981-1982, le Marocain, en mauvais termes avec les dirigeants du LOSC, signe pour le Toulouse Football Club, alors en Division 2. Avec ses 10 buts en 32 matches dès sa première saison sous le maillot toulousain, il contribue au titre de Champion de France de Division 2 et, surtout, à sa première montée en Division 1, douze ans après sa création.
C'est alors que le FC Metz parvient à l'attirer en Lorraine pour former une attaque prometteuse avec le Yougoslave Tony Kurbos. Cette saison 1982-1983 est la plus aboutie pour Merry Krimau, qui inscrit la bagatelle de 24 buts sous le maillot grenat. Malgré ses performances et celles de son compère de l'attaque, les Messins ne terminent qu'à la neuvième place du classement de Division 1. Pire, le club est en proie à de grosses difficultés financières et doit vendre ses meilleurs éléments. Alors que Merry Krimau commence à trouver son équilibre dans une équipe, il est cédé au RC Strasbourg où il ne brille guère, avec 3 buts en 27 matches. Il fait de nouveau ses valises à la fin de la saison 1983-1984 et rejoint le Tours FC, promu en D1, où évoluent notamment Jean-Marc Furlan et Omar Da Fonseca. En dépit de leurs ambitions, les Tourangeaux réalisent une saison catastrophique et sont relégués en fin de saison. Les recrues (dont Krimau et ses 6 buts seulement) n'ont pas tenu leurs promesses.
Pour la sixième fois de suite, Merry Krimau quitte un club après seulement une saison. Il arrive au Havre AC où à titre personnel, il réussit une excellente saison 1985-1986. Ses 20 buts en 37 apparitions permettent à son club d'obtenir son maintien de justesse. Cette saison lui assure aussi une excellente exposition juste avant la Coupe du Monde en 1986 au Mexique, où l'international Marocain marque un but contre le Portugal au premier tour.
Après cette Coupe du Monde plutôt réussie, le Marocain signe en faveur de l'AS Saint-Étienne, club à la recherche de sa gloire passée et nouvellement promu. Il réalise une saison satisfaisante avec 9 buts, contribuant au maintien des Verts, mais quitte le club pour rejoindre le Matra Racing de Paris, club financièrement soutenu par l'homme d'affaires Jean-Luc Lagardère. Durant deux saisons et en 52 matches, il inscrit seulement 10 buts. Ayant perdu sa place de titulaire lors de la deuxième saison avec le club, et alors âgé de 34 ans, il décide de raccrocher les crampons.

### Carrière internationale
Merry Krimau connaît sa première sélection nationale le 9 janvier 1977 contre la Tunisie, alors qu'il évolue en Championnat de France de D1, sous le maillot du SC Bastia. Avec les Lions de l'Atlas, il participe à l'aventure de la Coupe du Monde au Mexique en 1986, où son équipe réalise un excellent parcours. Terminant 1e de la poule F, après sa large victoire sur le Portugal 3-1 (avec un superbe but de Krimau) et ses deux matchs nuls 0-0 contre l'Angleterre et la Pologne, le Maroc cède en huitièmes de finale contre la RFA 1-0, but inscrit à 3 minutes du coup de sifflet final par Lothar Matthäus.
Krimau participe aux quatre matches de son équipe dans cette compétition, qui voit pour la première fois une équipe africaine et arabe passer le cap du premier tour de la phase finale d'une Coupe du Monde.
Le Marocain totalisera en tout 17 sélections, marquant 5 buts.
| Sélection | Date       | Match                 | Lieu            | Score        | Compétition         | But |
| 1         | 09/01/1977 | Tunisie - Maroc       | Tunis           | 1 - 1(4 - 2) | Elim. CM 1978       | --  |
| 2         | 29/11/1981 | Cameroun - Maroc      | Yaoundé         | 2 - 1        | Elim. CM 1982       | --  |
| 3         | 10/04/1983 | Maroc - Mali          | Casablanca      | 4 - 0        | Elim. CAN 1984      | 2   |
| 4         | 24/04/1983 | Mali - Maroc          | Bamako          | 2 - 0        | Elim. CAN 1984      | --  |
| x         | 29/05/1983 | Maroc - Guinée        | Casablanca      | 3 - 0        | Elim. JO 1984       | 1x  |
| 5         | 04/02/1984 | Maroc - Bulgarie      | Casablanca      | 1 - 1        | Amical              | --  |
| X         | 11/02/1984 | Nigeria - Maroc       | Lagos           | 0 - 0        | Elim. JO 1984       | --  |
| X         | 26/02/1984 | Maroc - Nigeria       | Casablanca      | 0 - 0(4 - 3) | Elim. JO 1984       | --  |
| X         | 30/07/1984 | RFA - Maroc           | Palo Alto (USA) | 2 - 0        | JO 1984             | --  |
| 6         | 28/07/1985 | Maroc - Egypte        | Casablanca      | 2 - 0        | Elim. CM 1986       | --  |
| 7         | 11/03/1986 | Cameroun - Maroc      | Alexandrie      | 1 - 1        | CAN 1986            | 1   |
| 8         | 14/03/1986 | Zambie - Maroc        | Alexandrie      | 0 - 1        | CAN 1986            | --  |
| 9         | 17/03/1986 | Egypte - Maroc        | Le Caire        | 1 - 0        | ½ Finale CAN 1986   | --  |
| 10        | 02/06/1986 | Pologne - Maroc       | Monterrey       | 0 - 0        | C.M 1986            | --  |
| 11        | 06/06/1986 | Angleterre - Maroc    | Monterrey       | 0 - 0        | C.M 1986            | --  |
| 12        | 11/06/1986 | Portugal - Maroc      | Guadalajara     | 1 - 3        | C.M 1986            | 1   |
| 13        | 17/06/1986 | RFA - Maroc           | Monterrey       | 1 - 0        | 1/8 Finale C.M 1986 | --  |
| X         | 30/01/1988 | Maroc - Tunisie       | Rabat           | 2 - 2        | Elim. JO 1988       | 1X  |
| 14        | 13/03/1988 | Maroc - Zaire         | Casablanca      | 1 - 1        | CAN 1988            | 1   |
| 15        | 16/03/1988 | Maroc - Algérie       | Casablanca      | 1 - 0        | CAN 1988            | --  |
| 16        | 19/03/1988 | Maroc – Côte d’ivoire | Casablanca      | 0 - 0        | CAN 1988            | --  |
| 17        | 23/03/1988 | Maroc - Cameroun      | Casablanca      | 0 - 1        | ½ Finale CAN 88     | --  |
| --------- | ---------- | --------------------- | --------------- | ------------ | ------------------- | --- |

### Reconversion
Une fois les crampons raccrochés, Krimau se tourne vers la carrière d'entraîneur. Après avoir été entraîneur-joueur de l'équipe de Juvisy, dirigé l'équipe de l'US Créteil dans les années 1990, et entraîné La Mecque avec le futur sélectionneur du Maroc Abdellah Blinda, il devient Président de l'Association des footballeurs marocains professionnels et internationaux. Il fut un moment mannequin, consultant pour la télévision marocaine (où il a également participé à l'émission hebdomadaire sur le football Prolongations, sur la chaîne de télévision Arryadia TV), avant de se reconvertir dans les affaires. Depuis 2003 il vit à Casablanca, après avoir vécu en banlieue parisienne durant les années 1990, souhaitant s'investir davantage dans la formation de jeunes joueurs marocains. Il a d'ailleurs ouvert la Krimau Football Académie, une école de football à Dar Bouazza, banlieue chic de Casablanca, avec l'aide d'un ancien sélectionné de l'équipe marocaine, Abdelfattah Alaoui.

## Palmarès

### En club
- Finaliste de la Coupe de l'UEFA en 1978 avec SC Bastia
- Champion de France de Division 2 en 1982 avec Toulouse FC
- Champion de France de Division 3 en 1975 avec la réserve du SC Bastia

### EnÉquipe du Maroc
- 17 sélections et 5 buts entre 1977 et 1988
- Participation à la Coupe d'Afrique des Nations en 1986 (4e) et en 1988 (4e)
- Participation à la Coupe du Monde en 1986 (1/8 de finaliste)

### Distinction individuelle
- 3e du "Trèfle d'Or" du Républicain Lorrain (trophée décerné aux meilleurs sportifs lorrains de l'année) en 1983

## Statistiques
| Saison  | Club                      | Division | Matches | Buts |
| ------- | ------------------------- | -------- | ------- | ---- |
| 1974-75 | SC Bastia                 | D1       | 3       | 1    |
| 1975-76 | SC Bastia                 | D1       | 2       | 1    |
| 1976-77 | SC Bastia                 | D1       | 7       | 2    |
| 1977-78 | SC Bastia                 | D1       | 21      | 7    |
| 1978-79 | SC Bastia                 | D1       | 25      | 5    |
| 1979-80 | SC Bastia                 | D1       | 35      | 7    |
| 1980-81 | Lille OSC                 | D1       | 35      | 12   |
| 1981-82 | Toulouse FC               | D2       | 29      | 8    |
| 1982-83 | FC Metz                   | D1       | 36      | 23   |
| 1983-84 | Racing Club de Strasbourg | D1       | 24      | 3    |
| 1984-85 | Tours FC                  | D1       | 35      | 6    |
| 1985-86 | Le Havre AC               | D1       | 34      | 17   |
| 1986-87 | AS Saint-Étienne          | D1       | 30      | 9    |
| 1987-88 | Matra Racing              | D1       | 34      | 6    |
| 1988-89 | Matra Racing              | D1       | 16      | 4    |